# Lacarén
Lacarén es un barrio rural  del municipio filipino de quinta categoría de Magsaysay perteneciente a la provincia  de Paragua en Mimaro,  Región IV-B.

## Geografía
Este barrio  se encuentra en  la isla de Gran Cuyo situada  en el mar de Joló en las  Islas de Cuyos, archipiélago formado por  cerca de 45 islas situadas al noreste de la isla  de Paragua (Puerto Princesa), al sur de Mindoro (San José) y al oeste de la de  Panay (Iloílo).
Situado en la costa oriental la isla,  linda al norte con el barrio de Emilod; al sur con el de Balaguén; al este con la mar, bahía de Bodorán; y al oeste con el barrio de Igabas.

### Demografía
El barrio  de Lacarén contaba  en mayo de 2010 con una población de 462  habitantes, siendo el tercer  barrio más poblado de este municipio.